# Médée (Charpentier)
Médée és una tragédie en musique en un pròleg i cinc actes de Marc-Antoine Charpentier segons un llibret francès de Thomas Corneille. S'estrenà a París el 4 de desembre de 1693.
Medea, arquetip de «dona forta» era un tema molt popular a l'òpera dels segles XVII i XVIII. Médée és l'única òpera que Charpentier va escriure per a l'Académie Royale de Musique. L'òpera fou vista per crítics contemporanis i comentaristes, incloent-hi Sébastien de Brossard i Évrard Titon du Tillet, així com Lluís XIV el germà i el fill del qual hi assistiren unes quantes actuacions. Tanmateix, l'òpera només es va mantenir en cartell fins al 15 de març de 1694, després de nou o deu representacions. Va rebre molta crítica dels aficionats de Jean-Baptiste Lully i no va ser gaire popular en vida del compositor. El 1711, uns anys després de la seva mort, va tornar una vegada a l'escenari a Lilla. No fou fins al segle XX que l'obra va renéixer en una versió concertant de William Christie el 1984 i finalment el mateix any a l'escenari de l'òpera municipal de Lió sota la direcció del dramaturg Robert Wilson i el director d'orquestra Michel Corboz.